# Avenida Nagib Mutran
A Avenida Nagib Mutran, é um dos principais logradouros de Marabá. A avenida abriga a Cidade Nova, que é um núcleo urbano da cidade. A Avenida Nagib Mutran, é a principal via de circulação da Cidade Nova, e também abriga um dos centros comerciais da cidade com agencias bancárias e orgãos públicos importantes, na região da praça São Francisco. Ela começa na Rodovia Transamazônica e termina na rua Afro Sampaio. A avenida recebeu este nome em homenagem à Nagib Mutran, imigrante libanês, influente político e pecuarista da região.